# شکار خرگوش

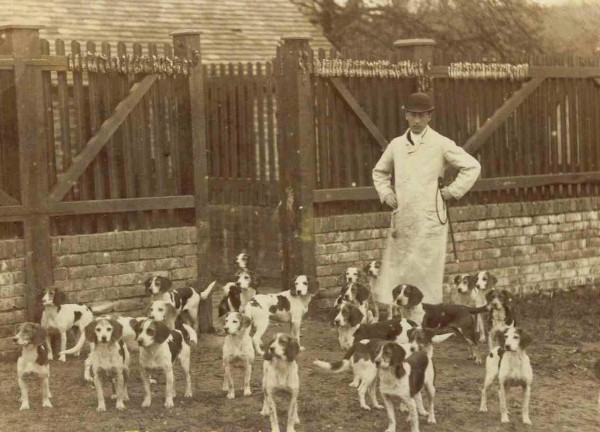
The Caynsham Foot Beagles (حدود 1885)

شکار خرگوش (به انگلیسی: Beagling) عمدتاً شکار خرگوش صحرایی و همچنین خرگوش اهلی توسط بیگل به وسیله بویایی است. یک دسته بیگل (10 یا بیشتر سگ شکاری ) معمولاً با پای پیاده دنبال می‌شود، اما در موارد معدودی سوار می‌شود. شکارچیان «بازنشسته» روباهی که آسیب‌های زیادی را متحمل شده‌اند یا چابکی اسب‌سواری را از دست داده‌اند یا از فضای باز و رفاقت شکار لذت می‌برند، اغلب از بیگلینگ لذت می‌برند. همچنین به طور سنتی راهی برای مردان و زنان جوان است تا یاد بگیرند که چگونه با سگ‌های شکاری در مقیاس کوچک‌تر پیش از شکار با روباه‌ها رفتار کنند.